# Leandro Bottasso
Leandro Hernán Bottasso (* 23. April 1986 in Bell Ville) ist ein argentinischer Radrennfahrer, der vorrangig Rennen auf der Bahn bestreitet. Mit 21 nationalen Titel gilt er als einer der erfolgreichsten Bahnradsportler des Landes (Stand 2019).

## Sportliche Laufbahn
Seinen ersten nationalen Titel errang Leandro Bottasso in der Jugendklasse seine ersten nationalen Meistertitel, im Zeitfahren und im Sprint. In den folgenden Jahren gewann er weitere argentinische Titel in verschiedenen Altersklassen in den Kurzzeitdisziplinen.
2006 wurde Bottasso Panamerikameister im Keirin, 2007 und 2011 errang er bei den Panamerikaspielen Bronze in derselben Disziplin. 2008 und 2009 bestritt er keine Bahnwettbewerbe, da er in diesen Jahren als Mitglied des Colavita/Sutter Home-Cooking Light Straßenrennen in den USA fuhr.
2015 holte Bottasso seinen 15. nationalen Titel und überflügelte damit den bisherigen Rekordhalter Juan Esteban Curuchet. Bis einschließlich 2018 waren es insgesamt 21 argentinische Meistertitel. 2014 und 2018 belegte er bei den Südamerikaspielen jeweils Rang drei im Keirin.

## Ehrungen
2005 und 2006 wurde Bottasso „Sportler des Jahres“ der Provinz Córdoba.

## Erfolge
(die Angaben beruhen auf radsportseiten.net und deportes.cba.gov.ar )
2003
- Argentinischer Jugend-Meister – 500-Meter-Zeitfahren, Sprint
- Argentinischer Junioren-Meister – 500-Meter-Zeitfahren, Keirin, Sprint
- Jugend-Panamerikameister – 1000-Meter-Zeitfahren, Teamsprint

2004
- Junioren-Panamerikameisterschaft – Teamsprint
- Argentinischer Junioren-Meister – Sprint, Keirin, Teamsprint

2006
- Panamerikameister – Keirin
- Argentinischer Meister – Sprint, Keirin

2007
- Panamerikaspiele – Keirin
- Argentinischer Meister – Keirin

2011
- Panamerikaspiele – Keirin
- Argentinischer Meister – Sprint, Keirin, Teamsprint

2012
- Argentinischer Meister – Sprint, Keirin, Teamsprint

2013
- Panamerikameisterschaft – Keirin
- Argentinischer Meister – Sprint

2014
- Südamerikaspiele – Keirin

2015
- Argentinischer Meister – Sprint, Keirin, Teamsprint

2016
- Argentinischer Meister – Sprint, Keirin, Teamsprint

2017
- Panamerikameisterschaft – Keirin
- Panamerikameisterschaft – Teamsprint (mit Juan Serrano und Pablo Javier Perruchoud)

2018
- Südamerikaspiele – Keirin

2019
- Panamerikaspiele – Keirin

## Teams
- 2009 Colavita/Sutter Home-Cooking Light